# 杜馴
杜馴（1467年—？），字克善，山西太原府徐溝縣人，明朝政治人物。

## 生平
山西鄉試第五十三名舉人。弘治六年（1493年）中式癸丑科會試第一百八十七名，三甲第六十七名進士。任河南洧川縣知縣，升杭州府同知，累官陕西按察司佥事，後职务被裁革，正德二年（1507年）九月復除湖广佥事，三年二月升陕西行太僕寺少卿。六年正月考察以不謹闲住。

## 家族
曾祖杜簡；祖父杜威；父杜芳，河泊所官。母王氏。具庆下。